# 猿渡康文
猿渡　康文（さるわたり　やすふみ）は、数学の研究者、筑波大学ビジネスサイエンス系系長。学位は、博士（工学）。
1987年東京理科大学工学部経営工学科卒業、1992年東京理科大学大学院工学研究科修了。

## 主な経歴
- 2011年 - 		筑波大学教授 ビジネスサイエンス系
- 2011年 - 2012年		横浜国立大学非常勤講師 経営学部
- 2007年 - 2011年		筑波大学教授 ビジネス科学研究科
- 2007年 - 		筑波大学准教授 ビジネス科学研究科

## 主な受賞歴
- 日本オペレーションズ・リサーチ学会学生論文賞(1989年)
- 日本オペレーションズ・リサーチ学会事例研究賞(2004年)

## 主な著書
- 数理計画法の利用 日科技連信頼性ハンドブック(1997年)
- ビン・パッキング問題 朝倉書店経営科学OR用語大辞典(1999年)
- 応用数理計画ハンドブック 朝倉書店(2002年)
- ビジネス数理への誘い -シリーズビジネスの数理 朝倉書店(2003年)
- 枝巡回路問題 朝倉書店応用数理計画ハンドブック(2002年)